# Контингентные беженцы
Контингентные беженцы в Германии (нем. Kontingentflüchtlinge) — беженцы из кризисных регионов мира, которые принимаются Германией (ФРГ) в рамках актов международной гуманитарной помощи.
Согласно § 23 «Закона о праве на пребывание в ФРГ», речь идёт об «определённых группах иностранцев, получивших это право по гуманитарным причинам, международно-правовым основаниям или в связи с политическими интересами ФРГ».

## Беженцы из Вьетнама
В 1975 году статус «контингентных беженцев» получили около 30 000 вьетнамцев, которые бежали из Южного Вьетнама от установленного после победы Северного Вьетнама коммунистического режима. В международной прессе они получили название «люди в лодках» (англ. boat people).

## Беженцы-албанцы из Югославии
Группа албанцев из бывшей Югославии, получившие этот статус начиная с 1990 года.

## Беженцы из СССР
Ими являлись преимущественно граждане СССР и постсоветских государств еврейской национальности и члены их семей, которые согласно решению конференции МВД ФРГ от 9.01.1991 по закону «О контингентных беженцах» (принятому для вьетнамских беженцев ещё в середине 1970-х гг.) переселились из стран бывшего СССР в Германию, где их в группах (контингентах) равномерно распределяли по территории страны (предварительное расселение). Таким образом переселились порядка 220 тысяч человек; в 2005 году приём контингентных беженцев был ограничен рядом поправок. Для попадания в категорию беженца необходимо было чтобы человек был евреем или имел хотя бы одного родителя еврея. В дальнейшем, в 2015 и 2020 годах, правила приёма облегчались незначительными поправками.
Закон о принятии на постоянное место жительства в Германии еврейских эмигрантов из СССР («Gesetz über Maßnahmen für im Rahmen humanitärer Hilfsaktionen aufgenommene Flüchtlinge») был принят 12 апреля 1990 года на заседании Народной палаты ГДР и представлял собой своего рода компенсацию за перенесённые евреями потери во время Второй мировой войны, ответственность за которые социалистическим руководством ГДР ранее не признавалась. После воссоединения этот закон был перенят руководством единой Германии (хотя министерства внутренних дел ФРГ и различных федеральных земель и планировали ввести более строгие правилa приёма для еврейских беженцев), и имел силу вплоть до принятия ФРГ нового закона об эмиграции («Zuwanderungsgesetz») от 1 января 2005 года.
По данным Федерального Ведомства по делам мигрантов и беженцев на 31 мая 2010 года в ФРГ по еврейской линии физически въехало 203 526 человек. За эти годы, начиная со стихийной волны 1990—1991 годов, было подано 235 941 заявление на иммиграцию по линии контингентных беженцев. Из них получили разрешения 209260 человек, в стадии рассмотрения находится 2489 заявлений.

## Динамика приёма контингентных беженцев
Динамика въезда контингентных беженцев из стран бывшего СССР в ФРГ:
| 1993   | 1994 | 1995   | 1996   | 1997   | 1998   | 1999   | 2000 | 2001   | 2002   | 2003   | 2004   | 2005 | 2006 | 2007 | 2008 | Итого   |
| ------ | ---- | ------ | ------ | ------ | ------ | ------ | ---- | ------ | ------ | ------ | ------ | ---- | ---- | ---- | ---- | ------- |
| 16 597 | 8811 | 15 184 | 15 959 | 19 437 | 17 788 | 18 205 | 6538 | 16 711 | 19 262 | 15 442 | 11 208 | 5968 | 1079 | 2502 | 1436 | 202 127 |

К указанному количеству 202 127 человек нужно добавить ещё 8535 человек, которые прибыли в Германию до и вне установленной процедуры приёма. Таким образом, согласно опубликованным данным, общее число прибывших по состоянию на конец 2008 года составляет 210 662 человека.